# Tôn Thất Lương
Tôn Thất Lương (1793 - 1846) là một quan đại thần dưới triều đại nhà Nguyễn.

## Cuộc đời
Tôn Thất Lương thuộc dòng thứ bảy tôn thất nhà Nguyễn. Lúc nhỏ có học hạnh, từng học ở Quốc Tử Giám vào đầu thời Minh Mạng (1820 - 1841). Năm Minh Mạng thứ 5 (Giáp Thân, 1824), được bổ làm Hàn lâm viện Kiểm thảo, rồi thăng Lang trung Bộ Hộ, Thự Thiêm sự. Năm Mậu Tý (1828), thăng Tham hiệp trấn Thanh Hoa.
Tháng Giêng năm Kỷ Sửu (1829), Tôn Thất Lương khi đó là Tham hiệp cùng các quan đầu trấn là Trấn thủ Lê Văn Hiếu, Hiệp trấn Đoàn Viết Nguyên, cho đấu thầu thuế cửa quan và bến đò. Có người muốn được trúng thầu đã hối lộ cho người thiếp của Lê Văn Hiếu 20 lạng bạc, cho người con của Đoàn Viết Nguyên 40 lạng cùng quà sau khi xong việc. Lê Văn Hiếu và Đoàn Viết Nguyên đều nhận, còn Tôn Thất Lương từ chối. Sau đó, việc nhận hối lộ của các vị quan đầu trấn Thanh Hoa bị phát giác. Các quan triều đình ra tra xét và lập án, trình lên bộ Hình, đề nghị xử Lê Văn Hiếu phải cách chức, Đoàn Viêt Nguyên tội đồ. Song vì trước đó hai vị quan này có nhiều công lao nên vua Minh Mạng gia ân cho họ: Lê Văn Hiếu bị giáng xuống làm Chánh Thất phẩm Thiên hộ, phái đi hiệu lực, Đoàn Viết Nguyên bị cách chức, cũng phải đi hiệu lực ở Nghệ An. Lê Văn Hiếu về sau chỉ được cấp bằng ở bộ, không được sắc phong. Vua Minh Mạng nhân đó dụ rằng, từ đây phàm những vị quan nào, cả quan văn và quan võ, có tội bị giáng bổ đi hiệu lực thì cứ chiếu theo lệ ấy. Còn Tham hiệp Tôn Thất Lương, vì giữ liêm khiết nên được vua khen ngợi, thưởng cho sa và đoạn mỗi thứ ba cuốn, lụa 10 tấm để khuyến khích người làm quan thanh bạch.
Đầu năm Minh Mạng thứ 12 (Tân Mão, 1831), cũng tại trấn Thanh Hoa, các quan đầu trấn là Trấn thủ Hồ Văn Trương, Tham hiệp Nguyễn Văn Thắng được lệnh đi mua gỗ lim cho triều đình, đã dung túng cho người nhà và thuộc lại thông đồng với nhau, thao túng mua tất cả, làm lạm chi công quỹ triều đình tới hơn 50.000 quan. Sau đó, các quan này đều bị xử tội. Còn Tôn Thất Lương sau khi bị tra xét, các thanh tra thấy ông không dính dáng, nhưng vì là đồng sự của bọn Trương, Thắng nên bị cách chức và phát vãng tới đài Trấn Hải (Quảng Nam) để "hiệu lực", gắng sức chuộc tội.
Hết thời hạn đi "hiệu lực", Tôn Thất Lương trở về được bổ làm Tư vụ ở Mộc thương. Sau đó, ông đã trải qua nhiều chức trách khác nhau. Trong một lần Tôn Thất Lương được về triều yết kiến, vua Minh Mạng đã dụ ông rằng: "Tội của ngươi đáng phải truất bãi, nhưng vì trước ở Thanh Hoa, tự giữ được liêm khiết, đáng khen, nên trẫm không bỏ ngươi mà thôi. Phải nên rất tự xấu hổ mà hăng hái tiến lên, để cho sau này nên người tốt, người phải nghĩ đấy". Khi được bổ chức Bố chính sứ Gia Định, đúng lúc tỉnh làm sổ sách về đinh, điền, ông vâng mệnh thi hành, mọi việc đâu vào đấy, được vua khen, thưởng gia một cấp. Năm Mậu Tuất (1838), được bổ làm Tuần phủ tỉnh Thuận Khánh, khi địa phương này đang bị giặc biển từ Trung Quốc sang cướp bóc. Tôn Thất Lương đích thân ngồi thuyền bắt, đuổi giặc cướp, làm yên tình hình. Ông còn thực hiện nhiều giải pháp để giúp dân vượt qua nạn đói, đề xuất khuyến học, lựa chọn người tài ra làm việc, được vua khen ngợi. Đầu năm sau (Kỷ Hợi, 1839), được thăng Thự Tổng đốc Bình - Phú, ông xin khai cừ, khai nước, huy động sức dân khai phá được hơn 1.000 mẫu ruộng, được vua khen là "vì dân làm việc lợi" và thưởng cho một cấp.
Năm đầu thời Thiệu Trị (Tân Sửu 1841) trong kỳ đại kế, Tôn Thất Lương được vua biểu dương là "người giữ mình trong sạch, cẩn thận, siêng năng, giao bộ ghi công để thăng chức". Năm Quý Mão (1843) ở chức Tổng đốc Thanh Hóa, ông đã dẹp tan quân phiến loạn, được vua thưởng cho quân công một cấp, một đồng kim tiền. Sau đó, ông được gia hàm Thiếu bảo, Thự Hiệp biện đại học sĩ, Tổng đốc Hà Ninh. Đến tháng 9 năm 1846, ông qua đời, được tặng thực thụ Hiệp biện đại học sĩ, cấp tiền tuất, ban thêm gấm màu, vải lụa rất hậu. Năm đầu thời Tự Đức (Mậu Thân, 1848), được đưa vào đền Hiền Lương - nơi thờ những người có công của triều đình.

## Nhận định
Sách Đại Nam liệt truyện của Quốc sử quán triều Nguyễn chép:
"Lương là người có chí khí, giữ gìn, tình thanh liêm, tiết nghĩa. Khi ở Thanh Hóa, bạn đồng liêu tham tang nhận của đút riêng mà bản thân không dính dáng đến chút nào, được Thánh tổ Nhân hoàng đế [tức vua Minh Mạng] khen ngợi, nên bị cách bãi mà lại được khởi phục. Tới khi mấy lần nhận giữ nơi trọng khổn mà vẫn trong sạch, siêng năng, giữ tiết tháo, vỗ yên, có công lao rõ thực, không hổ là người ở Khánh phả".